# 黃尾宅泥魚
黃尾宅泥魚，又稱黃尾圓雀鯛，為輻鰭魚綱鱸形目隆頭魚亞目雀鯛科的其中一種，分布於中太平洋東部，包括社會群島、土阿莫土群島、皮特凱恩群島等海域，深度3-40公尺，本魚體呈卵圓形而側扁，除淡黃色至黃白色的尾巴和明亮的背鰭後部外，身體呈深色、黑棕色至黑藍色。鱗片具深色邊緣構成網狀紋，在繁殖期間，雄魚通常體色會變黑，有時帶有白色斑點，尾鰭叉形，硬棘12枚、背鰭軟條15-16枚、臀鰭硬棘2枚、臀鰭軟條13-14枚，體長可達12公分，棲息在珊瑚礁及岩礁區，成小群活動，以浮游生物、藻類為食，為一個雌性先熟的雌雄同體種類，具領域性，會築巢產卵，由雄魚負責守衛，可做為觀賞魚。